# Restrykcje pobierania krwi od mężczyzn uprawiających seks z mężczyznami
Restrykcje pobierania krwi od mężczyzn uprawiających seks z mężczyznami – wiele krajów posiada przepisy ustawowe, wykonawcze lub zalecenia, które zabraniają krwiodawstwa oraz oddawania tkanek do przeszczepów narządów mężczyznom uprawiających seks z mężczyznami (MSM, określenie mężczyzn, którzy angażują się w aktywność seksualną z innymi mężczyznami niezależnie od tego, w jaki sposób sami się identyfikują). W niektórych krajach odroczenia MSM są przyznawane na okres nieokreślony, co stanowi de facto zakaz. W krajach posiadających zakazy nie kwalifikują się również mężczyźni w monogamicznych relacjach ze sobą.
Polska jest wśród europejskich krajów w ogóle nie stosujących odroczeń krwiodawstwa dla MSM. W 2005 roku wyszło rozporządzenie Ministra Zdrowia, wprowadzające zmiany w przepisach dotyczących honorowego krwiodawstwa. Zamiast „grup ryzyka” (do których zaliczano MSM) wprowadzono kategorię „ryzykownych zachowań”, takich jak kontakty seksualne z wieloma partnerami bądź z osobami chorymi na AIDS. Pomimo tego, po wprowadzeniu zmian w wielu punktach krwiodawstwa nadal można było spotkać się z pytaniami (pracowników, kwestionariuszy i ankiet) o orientację seksualną, i kontakty seksualne z osobami tej samej płci, a następnie odmową pracowników.
Ograniczenia różnią się w zależności od kraju, w niektórych krajach praktyka seksu z zabezpieczeniami i okresy abstynencji nie są brane pod uwagę. Ograniczenia dotyczą MSM, a w niektórych przypadkach również ich wszystkich partnerek seksualnych. Nie wpływają one na inne kobiety, w tym kobiety mające kontakty seksualne z kobietami. Wiele organizacji LGBT postrzega ograniczenia dotyczące krwiodawstwa jako oparte na homofobii, a nie na uzasadnionych przesłankach medycznych, ponieważ darowana krew i organy są rygorystycznie testowane, aby wykluczyć dawców zakażonych znanymi wirusami, takimi jak HIV, wirusowe zapalenie wątroby typu B i wirusowe zapalenie wątroby typu C. Zwolennicy ograniczenia trwającego całe życie bronią go z powodu rzekomego ryzyka fałszywie ujemnych wyników testów oraz dlatego, że populacja MSM w krajach rozwiniętych ma tendencję do częstszego występowania zakażenia HIV/AIDS. Przeciwnicy ograniczenia wskazują, że badania przesiewowe dawców powinny koncentrować się na zachowaniach seksualnych i wykrywaniu zachowań ryzykownych, ponieważ wielu mężczyzn mających kontakty seksualne z mężczyznami uprawia bezpieczny seks, jest monogamistami lub znajduje się w innych kategoriach niskiego ryzyka.

## HIV/AIDS
Wirus HIV jest wiarygodnie wykrywany w ciągu 10 do 14 dni za pomocą testów RNA, starsze metody testowania zapewniają dokładność tylko do 98% pozytywnych przypadków po trzech miesiącach.
W wielu krajach o wysokich dochodach HIV częściej występuje wśród mężczyzn uprawiających seks z mężczyznami (MSM) niż wśród populacji ogólnej.
W Stanach Zjednoczonych populacja najbardziej dotknięta HIV obejmuje gejów, mężczyzn biseksualnych i innych MSM. Spośród 38 739 nowych zdiagnozowanych przypadków HIV w Stanach Zjednoczonych i na obszarach zależnych w 2017 r. 70% stanowili dorośli i młodzi mężczyźni homoseksualni i biseksualni. Chociaż około 492 000 aktywnych seksualnie homoseksualnych i biseksualnych mężczyzn jest narażonych na wysokie ryzyko zakażenia wirusem HIV, istnieje więcej narzędzi do zapobiegania HIV niż kiedykolwiek wcześniej.
Od 1982 r. ryzyko zakażenia wirusem HIV poprzez transfuzję zostało praktycznie wyeliminowane dzięki kwestionariuszom wykluczających dawców o wyższym ryzyku zakażenia wirusem HIV i przeprowadzaniu badań przesiewowych przy użyciu bardzo czułego sprzętu w celu identyfikacji zakażonych dawców krwi. Według raportu z nadzoru z 2015 r. Canadian Blood Services, ryzyko zakażenia wirusem HIV przenoszonym przez transfuzję było niskie: w 1 na 21,4 miliona darowizn. Zanieczyszczona krew naraża chorych na hemofilię na ogromne ryzyko i ciężką śmiertelność, zwiększając ryzyko typowych zabiegów chirurgicznych. Do osób, które zaraziły się wirusem HIV w wyniku transfuzji skażonej krwi, należał m.in. Isaac Asimov, który otrzymał transfuzję krwi po operacji kardiochirurgicznej.

## Obecna sytuacja
-MSM mogą oddawać krew; bez odroczenia
     -MSM mogą oddawać krew; tymczasowe odroczenie
     -MSM nie mogą oddawać krwi; permanentne odroczenie
     -Brak danych
     -partnerki MSM mogą oddawać krew; bez odroczenia
     -partnerki MSM mogą oddawać krew; tymczasowe odroczenie
     - partnerki MSM nie mogą oddawać krwi; permanentne odroczenie
     -Brak danych

Restrykcje pobierania krwi od mężczyzn uprawiających seks z mężczyznami
-MSM mogą oddawać krew; bez odroczenia
-MSM mogą oddawać krew; tymczasowe odroczenie
-MSM nie mogą oddawać krwi; permanentne odroczenie
-Brak danych

Restrykcje pobierania krwi od partnerek mężczyzn uprawiających seks z mężczyznami
-partnerki MSM mogą oddawać krew; bez odroczenia
-partnerki MSM mogą oddawać krew; tymczasowe odroczenie
- partnerki MSM nie mogą oddawać krwi; permanentne odroczenie
-Brak danych

Amerykańska Agencja Żywności i Leków (FDA) twierdzi, że zalecany roczny okres odroczenia jest „poparty najlepszymi dostępnymi dowodami naukowymi” ale podczas pandemii COVID-19 skrócono okres odroczenia do trzech miesięcy dla MSM i kobiet uprawiających seks z MSM. FDA oczekuje, że zmiany te pozostaną na miejscu nawet po zakończeniu pandemii. W Kanadzie okres odroczenia został skrócony do 3 miesięcy w czerwcu 2019 r.